# Santa Marinella
Santa Marinella er en italiensk by (og kommune) i regionen Lazio i Italien, med omkring 18.397(2023) indbyggere. 